# Едуин Старбък
Едуин Дилър Старбък (на английски: Edwin Diller Starbuck) е американски психолог, един от първите, които проявяват интерес към психологията на религията. Заедно със своя колега Джеймс Льоба прави изследвания чрез въпросници, които трябва да подчертаят връзките между възрастта на човека и религиозни конверсии. Тяхното изследване е публикувано под заглавие A Study in the Psychology of Religious Phenomena (Изследване в психологията на религиозния феномен).

## Биография
Роден е на 20 февруари 1866 година в Гилфорд Тауншип, САЩ. Израства в семейство на квакери, макар че в начало на зрелостта си е изключително критично настроен към традиционната християнска догма. Получава степен през 1890 г. от Университета в Индиана и отива в Харвард да учи религия, философия и психология.
Умира на 18 ноември 1947 година на 81-годишна възраст.